# Österrike runt

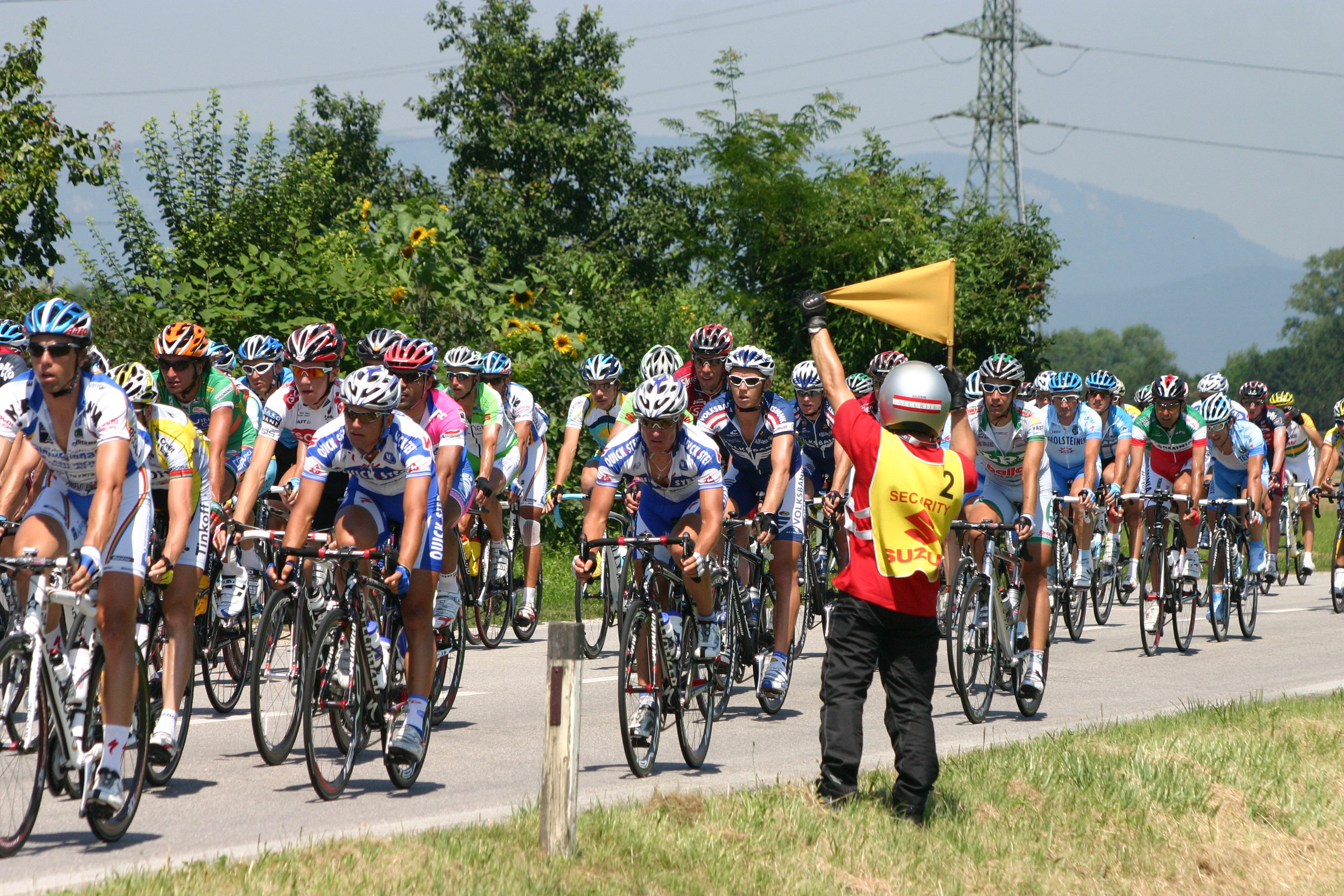
Tävlande år 2008, detta år var det den sextionde gången tävlingen hölls.

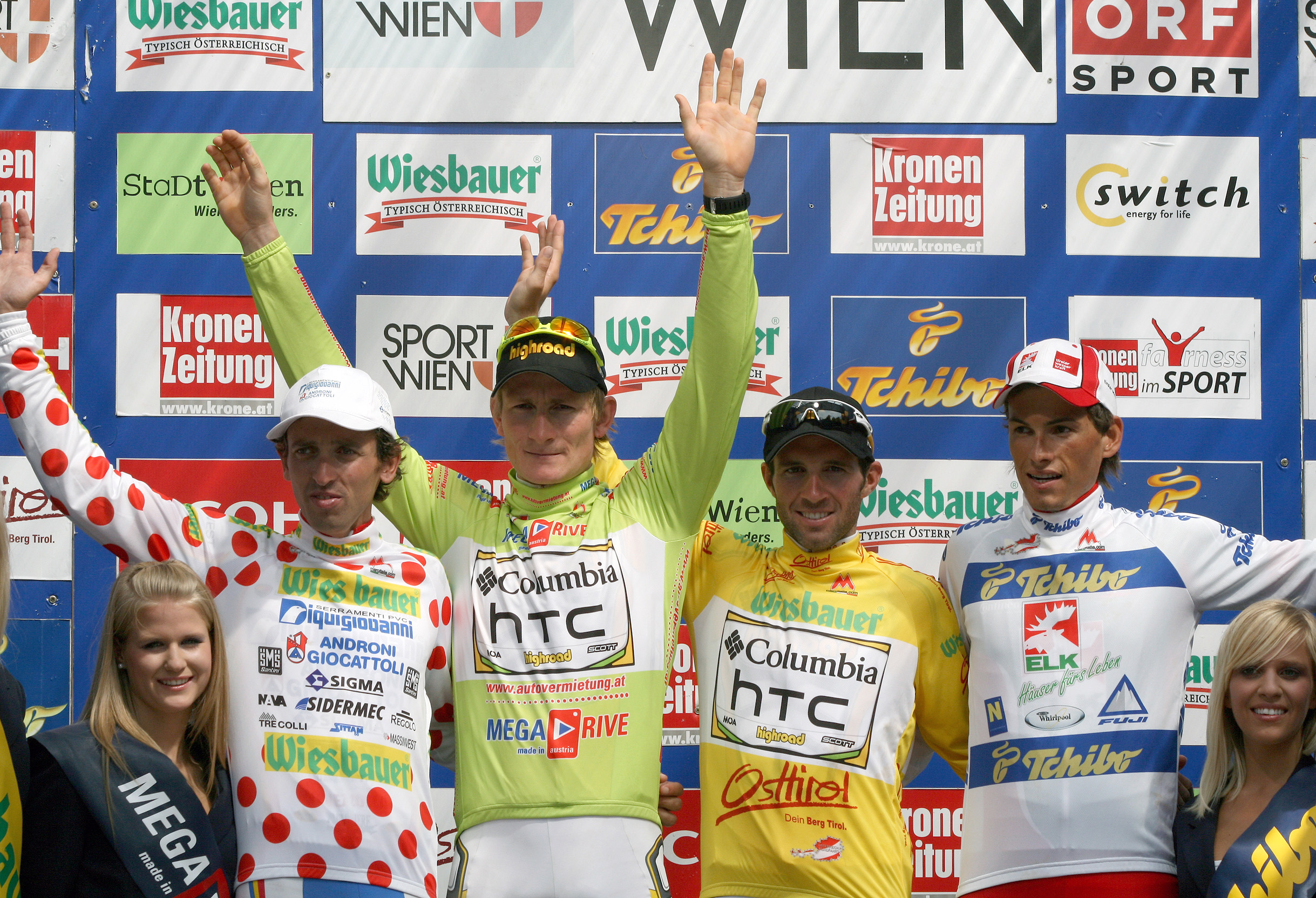
Prispallen år 2009.

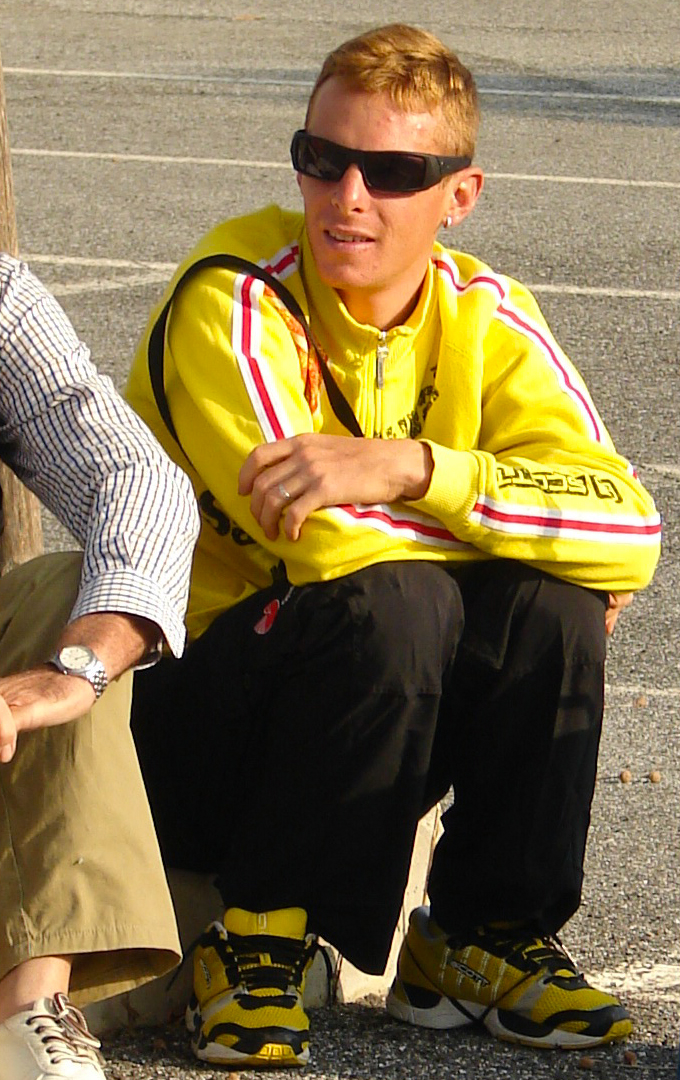
Riccardo Riccò, vinnaren av tävlingen 2010.

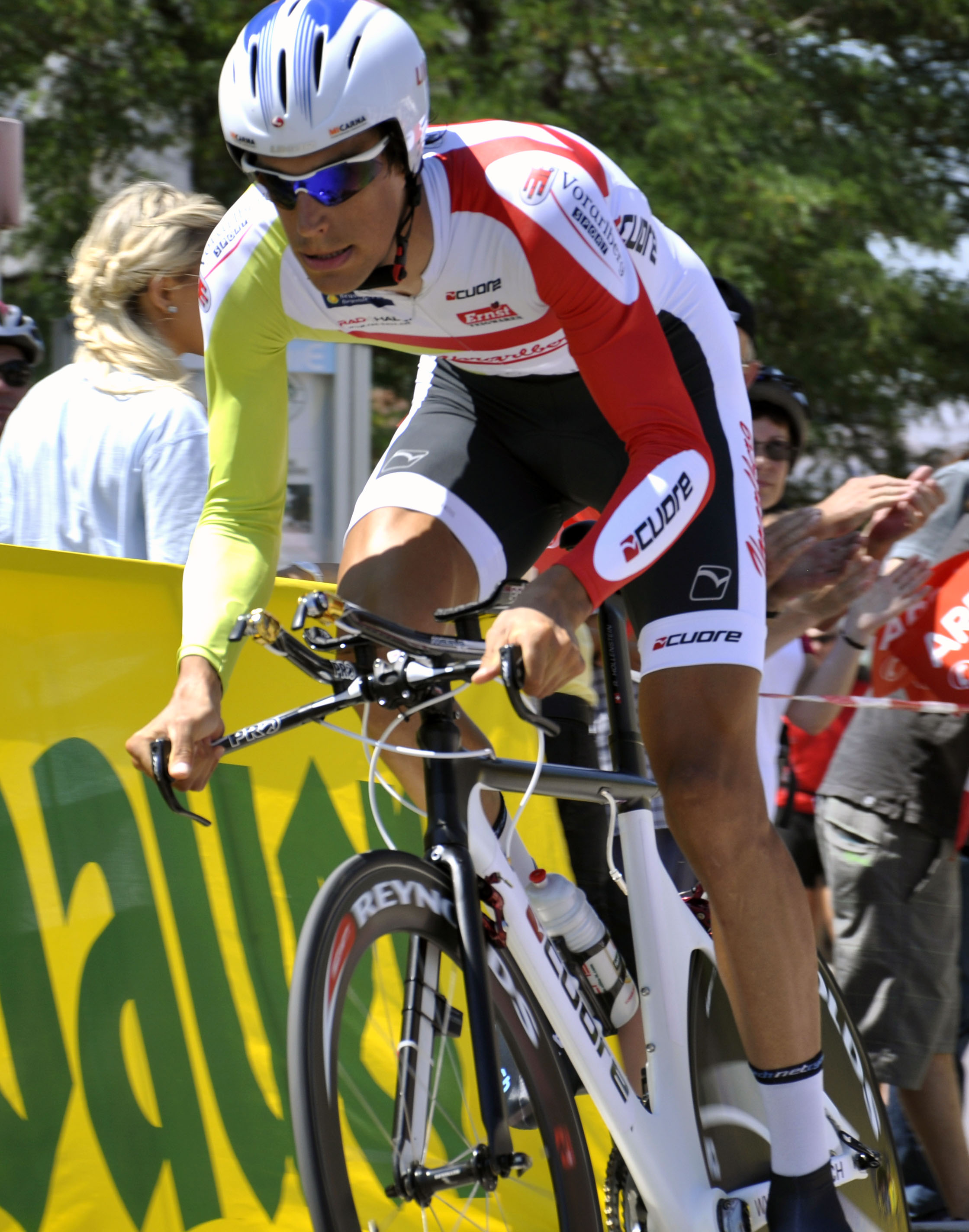
Reto Hollenstein var en av de tävlande 2011.

Österrike runt (tyska: Internationale Österreich Rundfahrt) är ett etapplopp inom cykelsporten. Tävlingen hålls årligen i Österrike.
Tävlingen går av stapeln i juli under samma tid som Tour de France. Tävlingen var från början ett lopp för amatörcyklister, men sedan 1996 kör professionella cyklister tävlingen.
Österrike runt startade 1949 och den första segraren var österrikaren Richard Menapace, som också vann tävlingen 1950. Österrikaren Wolfgang Steinmayr vann tävlingen fyra gånger under sin karriär, vilket är rekord i antal vinster.

## Segrare
| År   | Slutställning        | Bergstävling          | Sprinttävling           | Lagtävling           |
| ---- | -------------------- | --------------------- | ----------------------- | -------------------- |
| 2019 | Ben Hermans          | Georg Zimmermann      | Jonas Koch              | Team Dimension Data  |
| 2018 | Ben Hermans          | Aaron Gate            | Giovanni Visconti       | Bahrain-Merida       |
| 2017 | Stefan Denifl        | Pieter Weening        | Sep Vanmarcke           | Team Dimension Data  |
| 2016 | Jan Hirt             | Alessandro Vanotti    | Frederik Backaert       | Wanty–Groupe Gobert  |
| 2015 | Víctor de la Parte   | Felix Großschartner   | Jan Tratnik             | BMC Racing Team      |
| 2014 | Peter Kennaugh       | Maxim Belkov          | Patrick Konrad          | Movistar Team        |
| 2013 | Riccardo Zoidl       | Kevin Seeldraeyers    | Kevin Seeldraeyers      | Astana Team          |
| 2012 | Jakob Fuglsang       | Georg Preidler        | Alessandro Bazzana      | RadioShack–Nissan    |
| 2011 | Fredrik Kessiakoff   | Nicolas Edet          | Greg Van Avermaet       | Astana Team          |
| 2010 | Riccardo Riccò       | Josef Benetseder      | André Greipel           | Team RadioShack      |
| 2009 | Michael Albasini     | Leonardo Bertagnolli  | André Greipel           | Quick Step           |
| 2008 | Thomas Rohregger     | Giampaolo Caruso      | André Greipel           | Astana Team          |
| 2007 | Stijn Devolder       | Christian Pfannberger | Gerald Ciolek           | Team Tenax           |
| 2006 | Tom Danielson        | Thomas Rohregger      | Florian Stalder         | Team Tenax Salmilano |
| 2005 | Juan Miguel Mercado  | Gerhard Trampusch     | Giuseppe Palumbo        | Discovery Channel    |
| 2004 | Cadel Evans          | Tomáš Konečný         | David Kopp              | Team Telekom         |
| 2003 | Gerrit Glomser       | Rinaldo Nocentini     | Martin Fischerlehner    | Saeco                |
| 2002 | Gerrit Glomser       | Martin Fischerlehner  | Jochen Summer           | EDS-Fakta            |
| 2001 | Cadel Evans          | Maurizio Vandelli     | Werner Riebenbauer      | Mapei                |
| 2000 | Georg Totschnig      | Maurizio Vandelli     | Josef Lontscharitsch    | Bosch Kärnten        |
| 1999 | Maurizio Vandelli    | Hannes Hempel         | Josef Lontscharitsch    | Gerolsteiner         |
| 1998 | Beat Zberg           | Igor Kranjec          | Igor Kranjec            | Saeco                |
| 1997 | Daniele Nardello     | Oskar Camenzind       | Petr Herman             | Mapei                |
| 1996 | Frank Vandenbroucke  | Frank Vandenbroucke   | John Talen              | Vlaanderen 2002      |
| 1995 | Steffen Kjaergaard   | Srecko Glivar         | Steven de Jongh         | Slovenien            |
| 1994 | Harald Morscher      | Jose Luis Venegas     | Max van Heeswijk        | Norge                |
| 1993 | Georg Totschnig      | Dietmar Hauer         | Rolf Schmidt            | Frankrike            |
| 1992 | Valter Bonca         | Pascal Herve          | Roland Könishofer       | Slovakien            |
| 1991 | Roman Kreuziger      | Lubor Tesař           | Andreas Blümel          | Österrike            |
| 1990 | Dietmar Hauer        | Harald Maier          | Sergej Zmivskoi         | Tjeckoslovakien      |
| 1989 | Valter Bonca         | Stantcho Stantchev    | Stantcho Stantchev      | Österrike            |
| 1988 | Dietmar Hauer        | Stephan Gottschling   | Mario Draxler           | Österrike            |
| 1987 | Dmitrij Konysjev     | Dmitrij Konysjev      | Dmitrij Konysjev        | Sovjetunionen        |
| 1986 | Helmut Wechselberger | Libor Matejka         | Paul Popp               | Schweiz              |
| 1985 | Olaf Jentzsch        | Jure Pavlic           | Lech Piasecki           | DDR                  |
| 1984 | Stefan Maurer        | Mieczyslaw Korycki    | Roland Königshofer      | Sovjetunionen        |
| 1983 | Kurt Zellhofer       | Dragic Borovicanin    | Reinhard Popp           | Österrike            |
| 1982 | Helmut Wechselberger | Helmut Wechselberger  | Leon Deshits            | Tjeckoslovakien      |
| 1981 | Gerhard Zadrobilek   | Harald Maier          | Leon Deshits            | Sovjetunionen        |
| 1980 | Geir Digerud         | Morten Sæther         | Janusz Pozak            | Österrike            |
| 1979 | Herbert Spindler     | Walter Eibegger       | Herbert Seidl           | Österrike            |
| 1978 | Jostein Wilmann      | Erich Jagsch          | Dieter Flögel           | Norge                |
| 1977 | Rudolf Mitteregger   | Walter Eibegger       | Ireneuz Walczak         | Österrike            |
| 1976 | Wolfgang Steinmayr   | Silvano Debiasi       | Gilbert Duclos-Lassalle | Österrike            |
| 1975 | Wolfgang Steinmayr   | Wolfgang Steinmayr    | Roman Humenberger       | Österrike            |
| 1974 | Rudolf Mitteregger   | Rudolf Mitteregger    | Ingen tävling           | Österrike            |
| 1973 | Wolfgang Steinmayr   | Wolfgang Steinmayr    | Ingen tävling           | Sovjetunionen        |
| 1972 | Wolfgang Steinmayr   | Wolfgang Steinmayr    | Ingen tävling           | Österrike            |
| 1971 | Roman Humenberger    | Rudolf Mitteregger    | Ingen tävling           | Österrike            |
| 1970 | Rudolf Mitteregger   | Rudolf Kretz          | Ingen tävling           | Österrike            |
| 1969 | Matthijs de Koning   | Joop Zoetemelk        | Ingen tävling           | Nederländerna        |
| 1968 | Jan Krekels          | Eduard Janssens       | Ingen tävling           | Nederländerna        |
| 1967 | Rinus Wagtmans       | Siegfried Huster      | Ingen tävling           | Nederländerna        |
| 1966 | Hans Furian          | Giuseppe Tosello      | Ingen tävling           | Österrike            |
| 1965 | Hans Furian          | Ryszard Zapala        | Ingen tävling           | Polen                |
| 1964 | Edy Schütz           | Romain Robben         | Ingen tävling           | Nederländerna        |
| 1963 | Jan Pieterse         | Felix Damm            | Ingen tävling           | Nederländerna        |
| 1962 | Walter Müller        | Edy Schütz            | Ingen tävling           | DDR                  |
| 1961 | Stefan Mascha        | Van den Bossche       | Ingen tävling           | Österrike            |
| 1960 | René Lotz            | Felix Damm            | Ingen tävling           | Nederländerna        |
| 1959 | Stefan Mascha        | Felix Damm            | Ingen tävling           | Steiermark           |
| 1958 | Richard Durlacher    | René van der Veken    | Ingen tävling           | Österrike            |
| 1957 | Gunnar Göransson     | Richard Durlacher     | Ingen tävling           | Österrike            |
| 1956 | Roland Ströhm        | Roland Ströhm         | Ingen tävling           | Österrike            |
| 1955 | Lasse Nordvall       | Stefan Mascha         | Ingen tävling           | Österrike            |
| 1954 | Adolf Christian      | Alois Lampert         | Ingen tävling           | Österrike            |
| 1953 | Francis Gelhausen    | Jempy Schmitz         | Ingen tävling           | Österrike            |
| 1952 | Franz Deutsch        | Charly Gaul           | Ingen tävling           | Luxemburg            |
| 1951 | Franz Deutsch        | Karl Cerkovnik        | Ingen tävling           | Österrike            |
| 1950 | Richard Menapace     | Richard Menapace      | Ingen tävling           | Österrike            |
| 1949 | Richard Menapace     | Richard Menapace      | Ingen tävling           | Österrike            |